# Đảo Phục Hưng

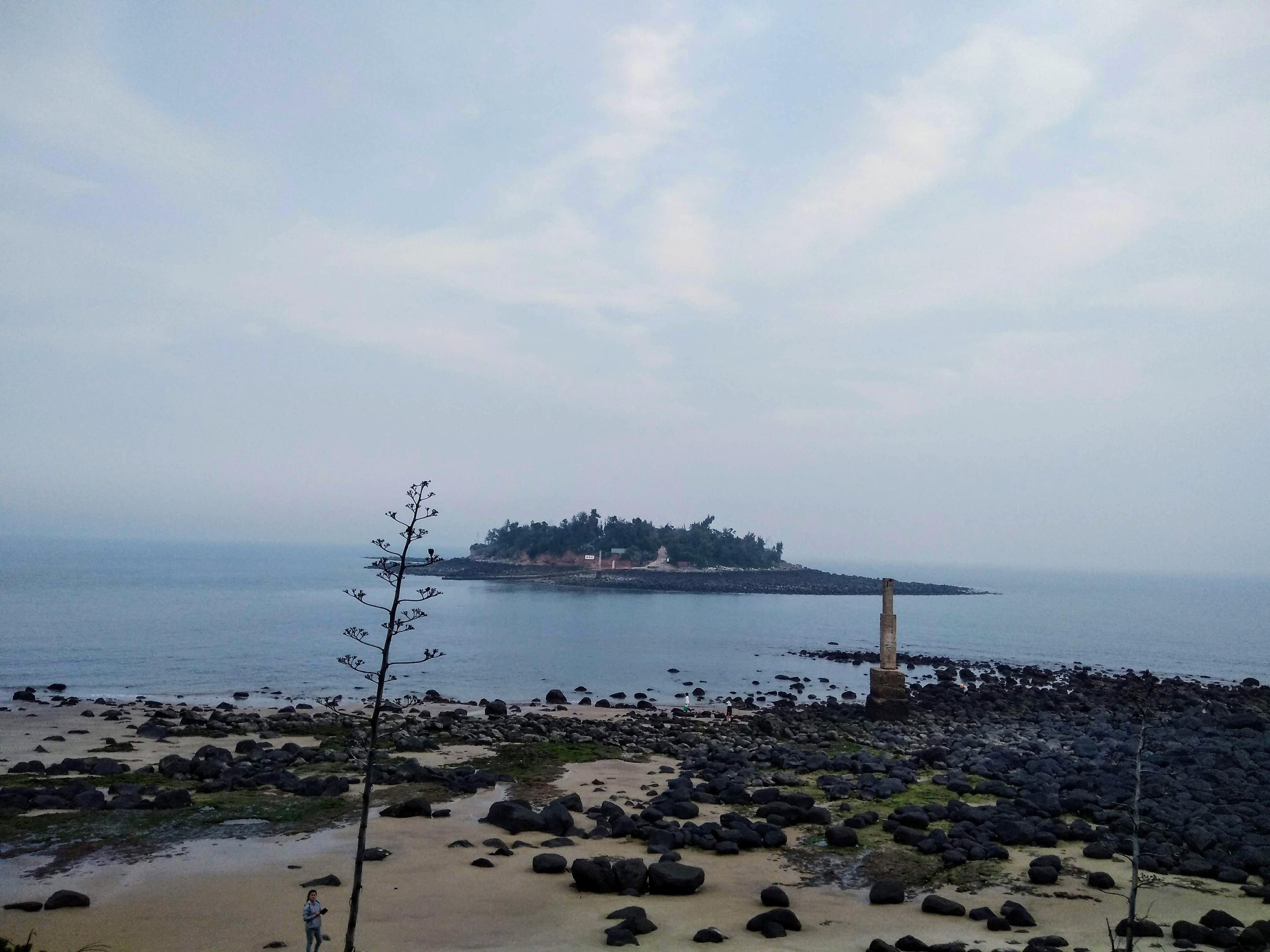
đảo Phục Hưng

đảo Phục Hưng (tiếng Trung: 復興嶼; Hán-Việt: Phục Hưng tự/dữ; bính âm: Fùxīng Yǔ; Bạch thoại tự: Ho̍k-heng-sū), tên cũ là đảo Phúc Đỉnh (覆鼎嶼), là một đảo nhỏ thuộc xã Liệt Tự, huyện Kim Môn, tỉnh Phúc Kiến, Trung Hoa Dân Quốc (Đài Loan). Đảo nằm ngoài khơi tỉnh Phúc Kiến của Trung Quốc đại lục, Cộng hòa Nhân dân Trung Hoa gọi đảo là đảo Phức Tự (复鼎屿).
Đảo Phục Hưng nằm ở phía nam của đảo Tiểu Kim Môn (Liệt tự),  diện tích đảo là 0.05 km2
Trong pháo chiến Kim Môn và những năm sau đó, Bộ trưởng Quốc phòng Trung Hoa Dân Quốc Tưởng Kinh Quốc nhiều lần đến thăm các đảo tiền tuyến quanh đảo lớn Kim Môn. Ông có đổi tên một số đảo để tăng sĩ khí của quân đồn trú, vào khoảng năm 1960 thì đổi thành tên hiện nay.